# Хоффман, Рид
Рид Га́рретт Хо́ффман (англ. Reid Garrett Hoffman; род. 5 августа 1967, Станфорд, Калифорния, США) — американский предприниматель, венчурный капиталист и писатель. Сооснователь LinkedIn, социальной сети для установления деловых контактов.
Миллиардер, в рейтинге журнала Forbes в 2021 году состояние оценивается в $2,3 млрд.

## Образование и начало карьеры
Рид Хоффман родился в Станфорде (Калифорния). Родители: Дианна Руфь Раттер (англ. Deanna Ruth Rutter) и Вильям Паркер Хоффман мл.(англ. William Parker Hoffman, Jr.). Вырос в Беркли (Калифорния).
Хоффман учился в школе Путни (англ. The Putney School), затем поступил в Стэнфордский университет, где получил стипендию Маршалла и Dinkelspiel Award. Окончил университет в 1990 году со степенью бакалавра естественных наук со специализацией в области  когнитивистики. Хоффман продолжил образование в Оксфорде, где в 1993 году получил степень магистра в области философии.
По словам Хоффмана, академическая карьера привлекала его возможностью оказывать «влияние», но позже он понял, что карьера предпринимателя в этом смысле более перспективна. «Окончив Стэнфорд, я собирался стать профессором и общественным деятелем. Речь шла не о цитировании Канта, а о том, чтобы обращать внимание общества на то, кем мы являемся и кем должны быть как отдельные личности и общество в целом. Но я понял, что книги, которые пишут профессора, читают 50-60 человек, а мне хотелось большего влияния».
Поработав в Apple Computer и Fujitsu в области управления продуктом, Рид Хоффман создал свою первую компанию — SocialNet.com, службу интернет-знакомств. В 1999 году он вышел из неудачного проекта.

## PayPal
Работая в SocialNet, Хоффман входил в совет директоров недавно образованной компании PayPal, электронной платежной системы, а позже полностью перешёл туда на работу. До поглощения компании eBay в 2002 году он занимал должность Исполнительного вице-президента, отвечая за все внешние связи компании. 

## LinkedIn
Рид Хоффман создал LinkedIn, одну из первых деловых социальных сетей в Интернете, в декабре 2002 года. Он был генеральным директором компании первые четыре года, затем стал председателем совета директоров и президентом в феврале 2007 года. В настоящее время Хоффман является исполнительным председателем совета директоров.
После IPO, проведённого 19 мая 2011 года, доля Рида Хоффмана в компании оценивается в 2 340 000 000 долларов, без учёта возможных доходов от фонда Greylock Partners, партнёром в котором он стал в 2009 году.

## Инвестиции
После продажи PayPal eBay, Хоффман стал одним из наиболее успешных бизнес-ангелов Кремниевой долины. По мнению венчурного капиталиста Дэвида Сзэ (англ. David Sze), Хоффман «вероятно самый успешный бизнес-ангел последнего десятилетия». Он вложил средства в 80 технологических компаний, инвестировав на начальном этапе в такие известные проекты, как Facebook, Digg, Zynga, Ning, Flickr, Last.fm, Six Apart. В 2010 Хоффман присоединился к фонду Greylock Partners и управляет $20 млн их Discovery Fund.

### Facebook
Как пишет в своей книге «Эффект Facebook» (англ. The Facebook Effect) Дэвид Киркпатрик (англ. David Kirkpatrick), Хоффман организовал первую встречу Марка Цукерберга и Питера Тиля, в результате Тиль вложил первые $500,000 в компанию. Хоффман также инвестировал в Facebook одним из первых.

### Zynga
Рид Хоффман вложил средства и стал членом совета директоров компании Zynga на первом этапе сбора средств. Хоффман и гендиректор Zynga Mark Pincus являются совладельцами Six Degrees Patent. По состоянию на май 2021 Zynga является публичной компанией с капитализацией $11,6 миллиарда.

### Другие инвестиции
Помимо названного выше, Хоффман также инвестировал в компании Wikia, Permuto, SixApart, thesixtyone, Tagged, IronPort, Flickr, Digg, Ping.fm, Nanosolar, Care.com, Knewton, Kongregate, Last.fm, Technetto, OneKingsLane, Wrapp, Edmodo и shopkick.

## Благотворительность
Рид Хоффман состоит в советах директоров организаций «Do Something» (молодёжная организация), The Weekend to be Named Later, Kiva (микро-финансирование), Mozilla (создатель Firefox), Exploratorium (музей науки и искусства). Хоффман также поддерживает QuestBridge.